# 長浜村 (島根県那賀郡)
長浜村（ながはまむら）は、島根県那賀郡にあった村。現在の浜田市の一部にあたる。

## 地理
- 海洋：日本海

## 歴史
- 1889年（明治22年）4月1日、町村制の施行により、那賀郡長浜村、熱田村が合併して村制施行し、長浜村が発足[1][2]。
- 1904年（明治37年）3月 - 長浜漁業組合設立[1]。
- 1905年（明治38年）- 長浜村蚕業補修学校開校[1]。
- 1919年（大正8年）- 長浜信用組合設立[1]。
- 1929年（昭和4年）- 長浜と熱田の漁業組合が合併し長浜漁業組合が設立[1]。
- 1940年（昭和15年）11月3日 - 那賀郡浜田町、石見村、美川村、周布村と合併して市制施行し浜田市を新設して廃止された[1][2]。

### 地名の由来
長い浜にそった里のため。

## 産業
- 養蚕、漁業[1]。

## 交通

### 鉄道
- 1922年（大正11年）- 山陰本線 石見 - 長浜間開通[1]。石見長浜駅（現西浜田駅）開業。

### 港湾
- 長浜港（浜田港）